# Titularbistum Germania in Dacia
Germania in Dacia (ital.: Germania di Dacia) ist ein Titularbistum der römisch-katholischen Kirche.
Es geht zurück auf einen untergegangenen Bischofssitz in der gleichnamigen antiken Stadt, die in der Spätantike in der römischen Provinz Dacia Mediterranea lag. Es gehörte der Kirchenprovinz Sardica, heute Sofia, die Hauptstadt Bulgariens an. 
| Titularbischöfe von Germania in Dacia |                           |                                       |                   |                   |
| Nr.                                   | Name                      | Amt                                   | von               | bis               |
| 1                                     | Octavio Betancourt Arango | Weihbischof in Medellin (Kolumbien)   | 23. November 1970 | 10. November 1975 |
| 2                                     | Dante Carlos Sandrelli    | Weihbischof in Formosa (Argentinien)  | 2. Januar 1976    | 31. März 1978     |
| 3                                     | Christian Würtz           | Weihbischof in Freiburg (Deutschland) | 30. Juni 2019     |                   |